# Roberto Goyeneche

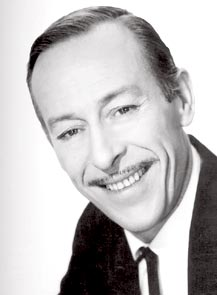
Roberto Goyeneche

Roberto Goyeneche (* 29. Januar 1926 in Argentinien; † 27. August 1994 ebenda) war ein argentinischer Tangosänger, der den Archetypus des Bohemian im Buenos Aires der 1950er Jahre darstellte. In der lokalen Musikszene war er eine lebende Legende.

## Leben
1944, im Alter von 18 Jahren, trat Roberto Goyeneche dem Orchester von Raúl Kaplún bei, nachdem er einen Wettbewerb gewonnen hatte und gab kurz darauf sein Debüt in einer Live-Performance auf Radio Belgrano. 1952 tat er sich zusammen mit Horacio Salgán und 1956 mit Aníbal Troilo. Ab 1963 trat er als Solosänger auf und nahm als erster Balada Para Un Loco von  Astor Piazzolla auf. In den 1980er Jahren trat Goyeneche als Gaststar in den Filmen Tangos, el exilio de Gardel und Sur von Pino Solanas auf.
Wegen seiner blonden Haare hatte er den Spitznamen El Polaco (Der Pole). Er wird identifiziert mit dem Stadtteil Saavedra, in dem er aufwuchs.
Goyeneche starb 1994. Er wurde auf dem Friedhof Chacarita beerdigt.